# William Bonin
William George Bonin (ur. 8 stycznia 1947 w Willimantic, zm. 23 lutego 1996 w San Quentin) – amerykański seryjny morderca, znany także jako Autostradowy morderca. Taki sam pseudonim mieli również dwaj inni wielokrotni mordercy: Patrick Kearney i Randy Steven Kraft. Wraz z kilkoma wspólnikami zgwałcił i zamordował 21 młodych mężczyzn i chłopców. Udowodniono mu jednak tylko czternaście morderstw, za które został skazany na karę śmierci poprzez wstrzyknięcie trucizny.

## Dzieciństwo i młodość
Bonin urodził się i wychował w Connecticut. Jego ojciec był nałogowym hazardzistą i alkoholikiem. Natomiast matka często zostawiała Williama i jego braci pod opieką dziadka, który w przeszłości skazany był przez sąd za molestowanie dzieci. Mając osiem lat został aresztowany za kradzież, przez co trafił do młodzieżowego ośrodka wychowawczego, w którym młodzi ludzie odbywali karę za drobne przestępstwa. Tam był często wykorzystywany seksualnie przez starszych chłopców. Po powrocie do domu, gdy był nastolatkiem, sam zaczął molestować młodsze dzieci.

## Ofiary Bonina
| L.p. | Nazwisko           | Wiek  | Data morderstwa   | Miejsce morderstwa |
| ---- | ------------------ | ----- | ----------------- | ------------------ |
| 1.   | Thomas Lundgren    | 13    | 28 maja 1979      | Los Angeles        |
| 2.   | Mark Shelton       | 17    | 4 sierpnia 1979   | Westminster        |
| 3.   | Markus Grabs       | 17    | 5 sierpnia 1979   | Malibu             |
| 4.   | Donald Hyden       | 15    | 27 sierpnia 1979  | Los Angeles        |
| 5.   | David Murillo      | 17    | 9 września 1979   | La Mirada          |
| 6.   | Robert Wirostek    | 19    | 17 września 1979  | Newport Beach      |
| 7.   | Niezidentyfikowany | 19-25 | 1 listopada 1979  | Taft               |
| 8.   | Frank Fox          | 19    | 30 listopada 1979 | Bellflower         |
| 9.   | John Kilpatrick    | 15    | 10 grudnia 1979   | Rialto             |
| 10.  | Michael McDonald   | 16    | 1 stycznia 1980   | Ontario            |
| 11.  | Charles Miranda    | 15    | 3 lutego 1980     | Los Angeles        |
| 12.  | James Macabe       | 12    | 3 lutego 1980     | Walnut             |
| 13.  | Ronald Gatlin      | 18    | 14 marca 1980     | Duarte             |
| 14.  | Glenn Barker       | 14    | 21 marca 1980     | Huntington Beach   |
| 15.  | Russell Rugh       | 15    | 21 marca 1980     | Garden Grove       |
| 16.  | Harry Turner       | 15    | 24 marca 1980     | Los Angeles        |
| 17.  | Steven Wood        | 16    | 10 kwietnia 1980  | Los Angeles        |
| 18.  | Darin Kendrick     | 19    | 29 kwietnia 1980  | Stanton            |
| 19.  | Lawrence Sharp     | 17    | 17 maja 1980      | Westminster        |
| 20.  | Sean King          | 14    | 19 maja 1980      | Yucaipa            |
| 21.  | Steven Wells       | 18    | 2 czerwca 1980    | Huntington Beach   |